# Каран (Альшеєвський район)
Кара́н (рос. Каран, башк. Ҡаран) — присілок у складі Альшеєвського району Башкортостану, Росія. Входить до складу Шафрановської сільської ради.
Населення — 67 осіб (2010; 117 в 2002).
Національний склад:
- башкири — 55 %